# Il buio, la rabbia, domani
Il buio, la rabbia, il domani è il primo 33 giri da solista di Ninni Carucci, pubblicato nel 1973.

## Tracce
Testi di Maria Luisa Caravati e musiche di Ninni Carucci.
1. Volando via sulla città
2. Il buio
3. All'aeroporto
4. Ragionamenti - 6:13
5. Come una sorpresa
6. Credimi almeno tu
7. La casa in fondo al paese - 4:05
8. Qui capolinea
9. Domani